# 忍岩
忍岩（英語：Shinobi Rock），是南極洲的岩石，位於毛德皇后地的奧拉夫王子海岸，處於卡布托岩和拉庫達冰川之間，根據日本探險隊的測量和拍攝的空中照片繪入地圖，現時由南極條約體系管理。

## 外部連結
- 本条目引用的公有领域材料来自美国地质调查局的文档 《忍岩》 （資料來自地名信息系统）。

68°3′S 43°44′E / 68.050°S 43.733°E